# Wansheng
Wansheng var ett inre stadsdistrikt i Chongqing i sydvästra Kina. 
I oktober 2011 slogs Wansheng samman med Qijiang härad för att bilda det nya Qijiang-distriktet.